# Jett Blaschka
Jett Blaschka (Racine, Wisconsin, 16 de septiembre de 1999) es un futbolista de las Islas Vírgenes Estadounidenses nacido en Estados Unidos que juega en las posiciones de lateral derecho y centrocampista. Actualmente milita en el Manchester 62 FC de la Gibraltar Football League.

## Carrera

### Club
| Periodo   | Club                      |
| --------- | ------------------------- |
| 2019-2020 | Treasure Coast Tritons    |
| 2021-2022 | Pittsburgh City United FC |
| 2022-     | Manchester 62 FC          |

### Selección nacional
Blaschka se mudó a las Islas Vírgenes Estadounidenses desde Wisconsin a los 9 años. A los 13 ya era el capitán de la selección sub-15. En 2014 con 14 años fue el capitán de la selección sub-17 en la Clasificación para el Campeonato Sub-17 de la Concacaf de 2015. Debutó con la selección absoluta el 12 de octubre de 2018 en la clasificación para la Liga de Naciones Concacaf 2019-20 ante Curazao.
Su primer gol internacional lo anotó el 22 de marzo de 2024 en el empate 1-1 ante Islas Vírgenes Británicas en Kingshill por la clasificación de Concacaf para la Copa Mundial de Fútbol de 2026.